# Luis Pérez (calciatore 1989)
Luis Ernesto Pérez Martínez, noto semplicemente come Luis Pérez (Moctezuma, 15 marzo 1989), è un calciatore messicano, centrocampista dell'Atlético La Paz.

## Caratteristiche tecniche
È un mediano.

## Carriera
Cresciuto nel settore giovanile del Necaxa, ha esordito in prima squadra nel 2008.

## Palmarès

### Club

#### Competizioni nazionali
- Coppa del Messico: 1

Necaxa: Clausura 2018